# شون غان
شون غان (بالإنجليزية: Sean Gunn) هو سباح زيمبابوي، ولد في 23 ديسمبر 1993.

## وصلات خارجية
- شون غان على موقع الاتحاد الدولي للسباحة (الإنجليزية)
- شون غان على موقع SwimRankings.net (الإنجليزية)
- شون غان على موقع اللجنة الأولمبية الدولية (الإنجليزية)
- شون غان على موقع أوليمبيديا (الإنجليزية)